# مشت (فیلم ۱۳۶۳)
مشت فیلمی ایرانی به کارگردانی و نویسندگی سیامک اطلسی است که در سال ۱۳۶۳ اکران شد.

## داستان
احمد خیرآبادی، پس از زخمی شدن در جبهه جنگ برای مداوا و استراحت به تهران برمی گردد. پدر احمد فوت کرده و مادرش به کمک او نیاز دارد. ربابه، نامزد احمد و بسیاری از دوستانش از احمد می‌خواهند که در تهران بماند. احمد در کارخانه‌ای مشغول به کار می‌شود و در می‌یابد که صاحب کارخانه، انصاری از راه تقلب و احتکار به مال اندوزی مشغول است. او در جمع کارگران انصاری را افشا می‌کند. انصاری با او درگیر می‌شود. احمد در جستجوی خود موفق می‌شود انبار کالاهای احتکار شده را کشف و شرکای انصاری را شناسایی کند انصاری و شرکایش تصمیم به قتل احمد می‌گیرند؛ اما نیروهای انتظامی سر می‌رسند و انصاری و همکارانش را دستگیر می‌کنند.

## بازیگران
- بهزاد جوانبخش
- عنایت‌الله بخشی
- ثریاحکمت
- منوچهر حامدی
- علی محزون
- نعمت‌الله گرجی
- حمیدمنوچهری
- محمدورشوچی
- علی برجسته